# MS Aurora
MS Aurora – statek wycieczkowy flotylli armatora Carnival Plc (Carnival UK). Statek został zbudowany w stoczni Meyer Werft w Papenburgu w Niemczech. Aurora jest piątym co do wielkości wycieczkowcem firmy P&O Cruises. Oficjalnie wszedł do eksploatacji w kwietniu 2000 roku ochrzczony przez księżniczkę Annę Mountbatten-Windsor w Southampton w Wielkiej Brytanii.
Aurora jest wycieczkowcem średniej wielkości o długości 270 m, szerokości 32,2 m i zanużeniu 7,9 m. Zabiera na pokład 1878 pasażerów w 939 kabinach, a ich obsługę zapewnia załoga licząca 936 osób.
Aurorę zaprojektowano z myślą o odbiorcy brytyjskim. Jest powiększoną i ulepszoną wersją wcześniejszego wycieczkowca P&O Cruises, MV „Oriana” z 1995. Zarówno kadłub, jak i nadbudówki zostały zaprojektowane tak, by statek swymi atrakcjami nawiązywał do tradycji dawnych liniowców.
Kabiny pasażerskie różnią się wielkością i wyposażeniem, niemniej kabiny zewnętrzne, z oknami bądź balkonami stanowią 69% ogółu pomieszczeń sypialnych wycieczkowca. Pasażerowie mają do wyboru kabiny wewnętrzne, zewnętrzne, apartamenty lub jeden z dwóch penthausów statku. Dwupiętrowe penthausy mieszczą się na czele nadbudówki głównej.
Na pokładach Aurory znajdują się restauracje, bary i inne pomieszczenia użyteczności publicznej, m.in. sala kinowa, teatralna, nocny klub i kasyno. Na statku znajdują się również spa i siłownia oraz trzy baseny. Na zewnątrz pasażerowie mogą korzystać z pokładu promenadowego lub też pokładu górnego, gdzie można zagrać w tenisa bądź skorzystać z symulatora do gry w golfa.
Pasażerowie otrzymują rezerwacje w jednej z dwóch restauracji o nazwach „Alexandria” i „Medina”. Mogą również korzystać z posiłków serwowanych przez bufety „Orangery” i „Pennant Grill” lub „Café Bordeaux”, restauracji wzorowanej na francuskim bistro.